# Seok Joo-myung
Seok Joo-myung (13 de noviembre de 1908 – 6 de octubre de 1950) era un entomólogo coreano quién hizo contribuciones significativas a la taxonomía de las especies de mariposa nativas de Corea. También fue un reconocido lingüista y pacifista.
Nació en Pyongyang, actual Corea del Norte, el 13 de noviembre de 1908. Su vida fue dura durante la era colonial japonesa de 1910 a 1945 y un ataque al corazón repentino le quitó la vida el 6 de octubre de 1950. Se graduó en la Universidad de Kagoshima y la Universidad Imperial de Keiko en Japón en 1929 y se convirtió en profesor de biología de instituto. Desde entonces, dedicó su vida a las mariposas, el esperanto y la exploración de Jeju. Los coreanos le llaman «Fabre Koreano», haciendo alusión a sus brillantes contribuciones en el periodo oscuro.

## Principal trabajo científico
Los científicos japoneses dijeron que había 844 especies de mariposas coreanas, pero Joo-myung hizo un gran esfuerzo y llegó a recolectó 167 847 ejemplares de mariposa de la col a lo largo de la península coreana, comparó sus patrones y midió la longitud de alas con una regla él mismo. Llegó a una conclusión, que incluso aunque los patrones de ala son diferentes, no podrían ser especies diferentes y corrigió muchos nombres científicos incorrectos publicados con anterioridad por japoneses y probó que cambian de manera individual para adaptarse a su entorno y clasificó a las mariposas Chosun en 244 especies. Anhelaba la independencia Chosun así que puso la primera piedra para la clasificación de mariposas Chosun a través de sus numerosas muestras, etiquetó mariposas coreanas y añadió «seok». Especialmente nombró la mariposa Mt Jiri Palang por primera vez en el mundo.
En 1940 la Lista de sinónimos de mariposas fue publicada por una rama coreana de la Sociedad Real Asiática. Fue la primera vez que un coreano estuvo patrocinado por la Academia Real Británica. Después de eso, fue seleccionado como miembro regular de entomología mundial.
Durante toda su vida, recogió 750 000 muestras de mariposas, ordenó y marcó las ubicaciones en los mapas coreanos y mapas mundiales. Cuándo la Guerra coreana estalló, trató de mantener sus muestras y mapas que no pudo huir de Seúl. Desafortunadamente, sus colecciones fueron totalmente quemadas. Con los esfuerzos valientes de su hermana de llevar los mapas tras él, los mapas de distribución de mariposas coreanas por Seok Joo-myung fueron liberados al mundo después de su muerte, en 1973. El libro está compuesto de 500 mapas con marcas rojas con exactitud. Debido a su búsqueda de mariposas coreanas, la entomología moderna de la mariposa ha sido sido estudiada por un gran número de estudiosos en el campo.

## Actividades posteriores y fallecimiento
Escribió un pequeño diccionario Lernolibro de Esperato Kun Vortaeto (1947) porque estaba profundamente implicado en el movimiento de paz internacional para resistir el imperialismo japonés. No cambió su nombre coreano a nombre japonés hasta la liberación. Él voluntariamente transferido al laboratorio de medicina natural Jeju en Seogwipo, isla Jeju en 1943. Mientras permanecií trabajando aquí, por dos años, estuvo fascinado por la particularidad de la cultura de Jeju y fue absorbido por la exploración en esa isla. Seis libros generales: Dialecto Jeju, Población Jeju, Documentos Jeju, Ensayo Jeju, historia de los insectos Jeju y Datos Jeju fueron publicados. Son considerados recursos valiosos para el estudio de Jeju.
Después de la liberación,  fue encargado de zoología del Museo Nacional. 
Durante la Guerra coreana, fue confundido como un miembro del Ejército Popular de Corea del Norte y recibió un disparo por un hombre ebrio, delante de un teatro en Seúl mientras se dirigía al Museo Nacional, qué fue quemado por un ataque de bombarderos. Se dice que justo antes de su muerte gritó «¡Yo sé solo de mariposas!».